# Índice de volumen encadenado
El índice de volumen encadenado o medidas de volumen encadenado es una técnica estadística utilizada para medir la evolución real del volumen de producción, gasto o ingreso de una economía a lo largo del tiempo, eliminando los efectos de los cambios de precios. Esta medida permite una comparación más precisa de la actividad económica entre diferentes periodos contables. 
El índice de volumen encadenado es ampliamente utilizado en las cuentas nacionales para calcular el Producto Interno Bruto (PIB) real. También es utilizado por analistas económicos y formuladores de políticas para evaluar el desempeño económico y para la toma de decisiones económicas informadas.
La metología de esta técnica difiere dependiendo del país o la organización. Los organismos internacionales como la Organización para la Cooperación y Desarrollo Económico (OCDE) y el Fondo Monetario Internacional (FMI) trabajan para armonizar las prácticas a través de directrices y estándares como el Sistema de Cuentas Nacionales (SCN).

## El índice de volumen encandenado en la UE
El índice de volumen encadenado de Eurostat actualiza los pesos anualmente, lo que permite una medida más dinámica y actualizada del crecimiento económico real en comparación con los índices basados en un año base fijo. Cada valor del índice se produce en base al enlace de la cadena actual y el índice anterior, que a su vez es producido por un enlace de cadena y así sucesivamente, hasta el año de referencia.

### Metodología
El enlace entre dos años consecutivos se calcula utilizando los pesos del año anterior. La fórmula general para el índice encadenado tipo Laspeyres para 'n' subíndices es:
CL(t−1)→t=∑(wi,t−1×Ii,t−1)∑(wi,t−1×Ii,t)
donde w representa los pesos y I representa los índices de los bienes o servicios, sumando sobre 'i' desde 1 hasta 'n'.

## Otros países

### Reino Unido
Actualmente, el Reino Unido utiliza índeces de volumen encadenados para expresar los agregados de sus cuentas nacionales (por ejemplo, PIB, PNB) en términos de precios constantes. De las cifras del PIB así obtenidas se puede derivar un deflactor implícito del PIB que da una buena indicación de la inflación o deflación en la economía en su conjunto. 

### Estados Unidos
Estados Unidos pasó a utilizar series de volúmenes encadenados en 1996 como método destacado para expresar el PIB en términos de precios constantes. Antes había utilizado el índice de Laspeyres, un método de ponderación fija. 